# 松田利之
松田 利之（まつだ としゆき、1940年12月22日 - 2020年5月6日）は、日本の実業家。公益財団法人小田急財団顧問。小田急電鉄では代表取締役社長・顧問を歴任した。

## 略歴
1940年（昭和15年）12月22日、愛媛県松山市生まれ。1965年（昭和40年）、法政大学経済学部を卒業し、小田急電鉄入社。
2005年（平成17年）6月、小田急グループによる有価証券報告書虚偽記載問題の責任をとって引責辞任した。文化シヤッター、西松建設、ビックカメラの社外監査役を務めた。
2020年 (令和2年) 5月6日午前3時、虚血性心不全のため自宅で死去。79歳没。

## 経歴
- 1940年（昭和15年）12月22日 - 愛媛県松山市生まれ
- 1965年（昭和40年） - 法政大学経済学部卒業、小田急電鉄入社
- 1995年（平成7年）6月 - 同社取締役経理部長
- 1997年（平成9年）6月 - 同社常務取締役
- 1999年（平成11年）6月 - 同社常務取締役経営企画本部長
- 2001年（平成13年）6月 - 同社専務取締役経営企画本部長
- 2003年（平成15年）6月 - 同社代表取締役社長
- 2007年（平成19年）6月 - 同社顧問